# أيتكسي (أسطورة)
أيتِكسي (بالإنجليزية: Aatxe)‏ روح شريرة في منطقة الباسك على شكل ثور، ولكن الأغلب أن تكون على هيئة كائن بشري. في الليل، وعلى الأخص عندما يكون الجو عاصفا، يظهر من جحره. ويسمى (الثور الصغير).
من المفترض أن يكون ممثلًا للإلهة ماري، أو قد يكون منفذًا لإرادتها، ويعاقب الأشخاص الذين يخدعونها. اسم آخر له هو اتكسيغوري والذي يعني «الثور الأحمر الشاب».